# Batalla de Quatre Chemins de l'Oie (1793)
Batalla de Quatre Chemins de l'Oie va tenir lloc l'11 de desembre de 1793 durant la Revolta de La Vendée. Acaba amb la victòria dels Vendeans que s'apoderen del camp republicà de l'Oie.

## Preludi
Després de reunir-se el 8 de desembre a Lucs-sur-Boulogne, els líders de la Vendée Charette, Joly i Savin passen tres dies reunint les seves forces. Aleshores acorden dirigir una expedició a Anjou i Haut-Poitou per reclutar-hi tropes, després tornar amb força a Bas-Poitou i al Pays de Retz per repel·lir els republicans. En el seu camí, però, es troba el campament de L'Oie, situat prop de la cruïlla de Quatre Chemins, on es troben les carreteres de Nantes a La Rochelle i de Les Sables-d'Olonne a Saumur.

## Procediment
L'11 de desembre, després d'haver passat la nit a les Essarts5, els vendeans van atacar el campament de Quatre-Chemins.
La batalla comença a la una de la tarda. Els Vendeans es presenten en tres columnes, amb la cavalleria a l'avantguarda, liderada per Joly. Segons l'oficial de Vendée Lucas de La Championnière, Joly va arribar per la ruta des Sables al sud-oest i Charette per la ruta de La Rochelle al sud.
Joly fa servir un truc adornant els seus genets amb cocardes tricolors. Els sentinelles queden sorpresos i els Vendeans irrompen al camp. Els reforços de Saint-Fulgent també es van retrocedir amb pèrdues i van retrocedir a Montaigu. {nota, A 1.}
Totalment sorpresos, els republicans van fugir en direcció a Luçon i les Herbiers. Els Vendeans segueixen sent amos del campament i s'apoderaran d'armes, municions, aliments i material divers. Van passar la nit a Sainte-Florence i van anar l'endemà a Les Herbiers, que va ser presa sense lluita. Aleshores, els oficials de Vendée van decidir designar un comandant en cap i el matí del 12 de desembre van escollir Charette general en cap de l'Exèrcit Catòlic i Reial de Bas-Poitou.

## Pèrdues
Els republicans pateixen grans pèrdues. Segons l'historiador Chassin, "de 2.000 homes, 1.000 van ser assassinats". Per a Le Bouvier-Desmortiers, "dels 1.500 homes del campament, ni una quarta part se'n va escapar". Els Vendeans també van capturar 400 fusells segons Bouvier-Desmortiers i 1.500 segons Chassin. Segons les memòries {nota, A 2} de l'oficial de Vendée Lucas de La Championnière, el camp "es va convertir en una carnisseria" i els Vendéens es van apoderar d'un canó, pólvora i un gran nombre de parells de sabates.